# Khanapeth, Ramdurg
Khanapeth là một làng thuộc tehsil Ramdurg, huyện Belgaum, bang Karnataka, Ấn Độ.